# Hansjörg Flückiger
Hansjörg Flückiger (* 21. April 1938 in Luterbach, heimatberechtigt in Lützelflüh) ist ein Schweizer Kunstmaler und Graphiker. 

## Biografie
Flückiger erhielt einen Sekundarabschluss und handwerkliche Berufslehre, danach nahm er zeichnerische Ausbildung an den Kunstgewerbschulen Luzern und Zürich. Es folgte ein Diplom für das höhere Lehramt im Zeichnen des Kt. Zürich. Flückiger war Mitglied der Künstlergruppe Winterthur und hat seit den 1970er Jahren Ausstellungen im In- und Ausland. Bilder befinden sich in öffentlichem und privatem Besitz sowie Kunst am Bau. Es folgten längere Malaufenthalte in Ex-Jugoslawien, Italien, Spanien, der Dominikanischen Republik, Norddeutschland und Ungarn. Hansjörg Flückiger ist verheiratet und hat zwei Söhne. Er wohnt in Schlatt bei Winterthur ZH. 

## Ausstellungen
- 2015 KulturSchmitteZell, Zell
- 2014 Schloss Schrozberg, Schrozberg Deutschland
- 2013 Jahresausstellung, Galerie Weiertal, Winterthur
- 2013 Kulturzentrum / Galerie Rüttihubelbad, Walkringen BE
- 2012 Kunststube zur Au, Kollbrunn
- 2011 Galerie Tenne, Zürich-Schwamendingen

## Veröffentlichte Bücher
- "Krone aus Licht", Gedichte von Paul Hoppe
- "Flückigers Zuchterfolge", 31 Lithographien von H. Flückiger.